# Nyctophilus heran
Nyctophilus heran (Kitchener, How, & Maharadatunkamsi, 1991) è un pipistrello della famiglia dei Vespertilionidi endemico dell'isola di Lembata, nelle Piccole Isole della Sonda.

## Descrizione

### Dimensioni
Pipistrello di piccole dimensioni, con la lunghezza della testa e del corpo di 51,5 mm, la lunghezza dell'avambraccio di 39,3 mm, la lunghezza della coda di 40,7 mm, la lunghezza del piede di 6,4 mm e la lunghezza delle orecchie di 23,4 mm.

### Aspetto
Il colore generale del corpo è grigio-brunastro, i peli alla base delle orecchie e lungo la banda di pelle che unisce le orecchie, il muso e il mento sono più corti e giallo-brunastri chiari. Il muso è lungo, con un disco carnoso all'estremità dove si aprono le narici, con il margine superiore leggermente concavo e dietro al quale è presente un rigonfiamento molto alto, attraversato longitudinalmente da un solco a forma di Y, le cui estremità sono unite da una sottile membrana. Le orecchie sono moderatamente lunghe, unite alla base da una membrana cutanea. Il trago è moderatamente lungo, con il margine anteriore diritto, quello posteriore convesso e l'estremità arrotondata, mentre l'antitrago è alto e largo. La lunga coda è completamente inclusa nell'ampio uropatagio.

## Biologia

### Comportamento
Forma piccole colonie.

### Alimentazione
Si nutre di insetti.

## Distribuzione e habitat
Questa specie è conosciuta soltanto da un individuo maschio adulto catturato nel 1989 sull'isola di Lembata, nelle Piccole Isole della Sonda.
Vive in prossimità di mangrovie a circa 200 metri di altitudine.

## Conservazione
La IUCN Red List, considerato che questa specie è conosciuta soltanto attraverso l'olotipo e ci sono poche informazioni circa l'areale, la biologia, la popolazione o le minacce, classifica N.heran come specie con dati insufficienti (DD).